# 阿久津慶人
阿久津 慶人（あくつ けいと、2010年12月24日 - ）は、日本の子役。スマイルモンキー所属。

## 人物
身長148cm。
趣味はサイクリング、読書、映画鑑賞、戦隊ごっこ。特技は暗記、バイクのエンジン音の物真似、空中逆上がり。
物怖じしない性格で、爬虫類を触れるという。

## 出演作品

### テレビドラマ
- マネーの天使〜あなたのお金、取り戻します!〜 第4話（2016年、日本テレビ） - 公園の子供 役
- PTAグランパ!（NHK BSプレミアム） - 内田真貴人
  - PTAグランパ!（2017年）
  - PTAグランパ2!（2018年）
- 最上の命医2017（2017年、テレビ東京） - 患者の子供 役
- 奥様は、取り扱い注意 第3話（2017年、日本テレビ） - 大竹の子供 役
- 連続ドラマW / 盗まれた顔 〜ミアタリ捜査班〜（2019年、WOWOW） - 健太郎 役
- 大河ドラマ / いだてん〜東京オリムピック噺〜（2018年、NHK） - 黒坂勝蔵 役
- 監察医 朝顔（2019年、フジテレビ） - 浅井健 役
- BS時代劇 / 赤ひげ2 第2話（2019年、NHK BSプレミアム） - 源太 役
- この恋あたためますか（2020年、TBS） - 避難所の子供（弟） 役
- アクターズ・ショート・フィルム（2021年、WOWOW）
- 連続テレビ小説（NHK） 
  - おかえりモネ 第2週（2021年5月24日 - 28日 ）福本圭輔 役
  - ちむどんどん 第15週（2022年） - 与那城秀夫 役
- 家庭教師のトラコ（2022年7月20日 - 9月21日、日本テレビ） - 下山高志 役[3]
- 軍港の子 ～よこすかクリーニング1946～（2023年8月10日、NHK総合） - 西田耕平 役[4]
- やぶさかではございません（2025年4月3日 - 、テレビ東京） - 拓也（中学生時代） 役

### テレビ番組
- いただきハイジャンプ（2017年、フジテレビ）
- ボキャブライダー on TV（2017年、NHK Eテレ）
- 中居正広の金曜日のスマたちへ（TBS）
  - 野沢直子編（2017年） - 弟
  - （2020年）
- 痛快TV スカッとジャパン（フジテレビ）
  - 第114回「ウラオモテが激しい保育士」（2018年） - 大和
  - 第119回「食育アピールママ」（2018年） - 宮田翔太
  - 第129回「スーパーの迷惑客2連発」（2018年） - 雅也
  - 第132回「スカッとばあちゃん」（2018年） - 石原拓実
  - 第138回「店員への態度がサイテー男」（2018年） - 悠斗
  - FNS27時間テレビ にほん人は何を食べてきたのか?（2018年） - 周富徳（幼少期）
  - 第163回「ショートショートスカッと」（2019年）
  - 「ラーメンを先に出すとキレる男」（2019年） - 大和
  - 第197回「病院のトラブルを機転で解決」（2020年）
- ほんとにあった怖い話（2020年、フジテレビ） - ほん怖クラブ

### 配信ドラマ
- 全裸監督（2019年、Netflix） - 村西とおる（幼少期）

### 映画
- 葛城事件（2016年） - 葛城稔（幼少期）
- 雨女（2016年） - 拓斗
- 相棒 -劇場版IV- 首都クライシス 人質は50万人! 特命係 最後の決断（2017年、東映） - マーク・リュウ / 天谷克則（幼少期）
- ムカチノカチカ（2020年）
- 哀愁しんでれら（2021年、クロックワークス） - 横山渉
- 明日の食卓（2021年、KADOKAWA） - 石橋勇

### CM
- 花王 メリーズ（2011年） - パーツモデル
- 京セラ 太陽光システム「わが家電力」で暮らせる毎日篇（2016年）
- バンダイ
  - びっくらたまご 宇宙戦隊キュウレンジャー（2017年）
  - キャラパキ発掘恐竜チョコ（2019年 - ）
- JA共済 自動車共済「Mr.リスクの不満」篇（2018年）
- 日本マクドナルド ハッピーセット
  - おさるのジョージ「なんで」篇（2019年）
  - 仮面ライダージオウ「ライドウォッチでヒーロー」篇（2019年）
  - ピカちんキット「願いが叶う!?」篇（2020年）
- Nスタ（2018年）
- パイロットインキ（2018年）
  - おふろdeミニカー タウンマップ&ジャンプ台セット
  - すすめ! 海底トンネル! 北海道新幹線はやぶさ&ドクターイエローセット
- サンシャイン水族館「いきものと、思い出。」（2018年）
- dTV キスマイどきどきーん!「～甘くない新番組篇A～」（2019年）
- 江崎グリコ カプリコ「カプドローン当たる」篇（2020年）
- ベネッセコーポレーション 進研ゼミ小学講座「夏の個別指導」篇（2020年）

### VP
- JR東海「超電導リニア 体験乗車イメージ映像」（2017年）

### スチール
- 講談社
  - げんき（2012年）
  - テレビマガジン（2016年）
    - 6月号
    - 7月号
- ベネッセコーポレーション
  - DM（2012年）
  - 「チャレンジ2年生」DM（2018年）
- トイザらス クリスマスカタログ「dreamsRus2015 願いは、きっと（2015年）
- ヤマハ音楽教室「Yamaha メソッド」（2016年）
- ニコン D5300カタログ（2018年）

### WEB
- ベネッセコーポレーション 進研ゼミ小学2年生講座（2018年）
- JA共済 自動車共済「リスクとの出会い」篇（2018年）
- 中国電力「おとどけもの」（2020年）